# Curandero

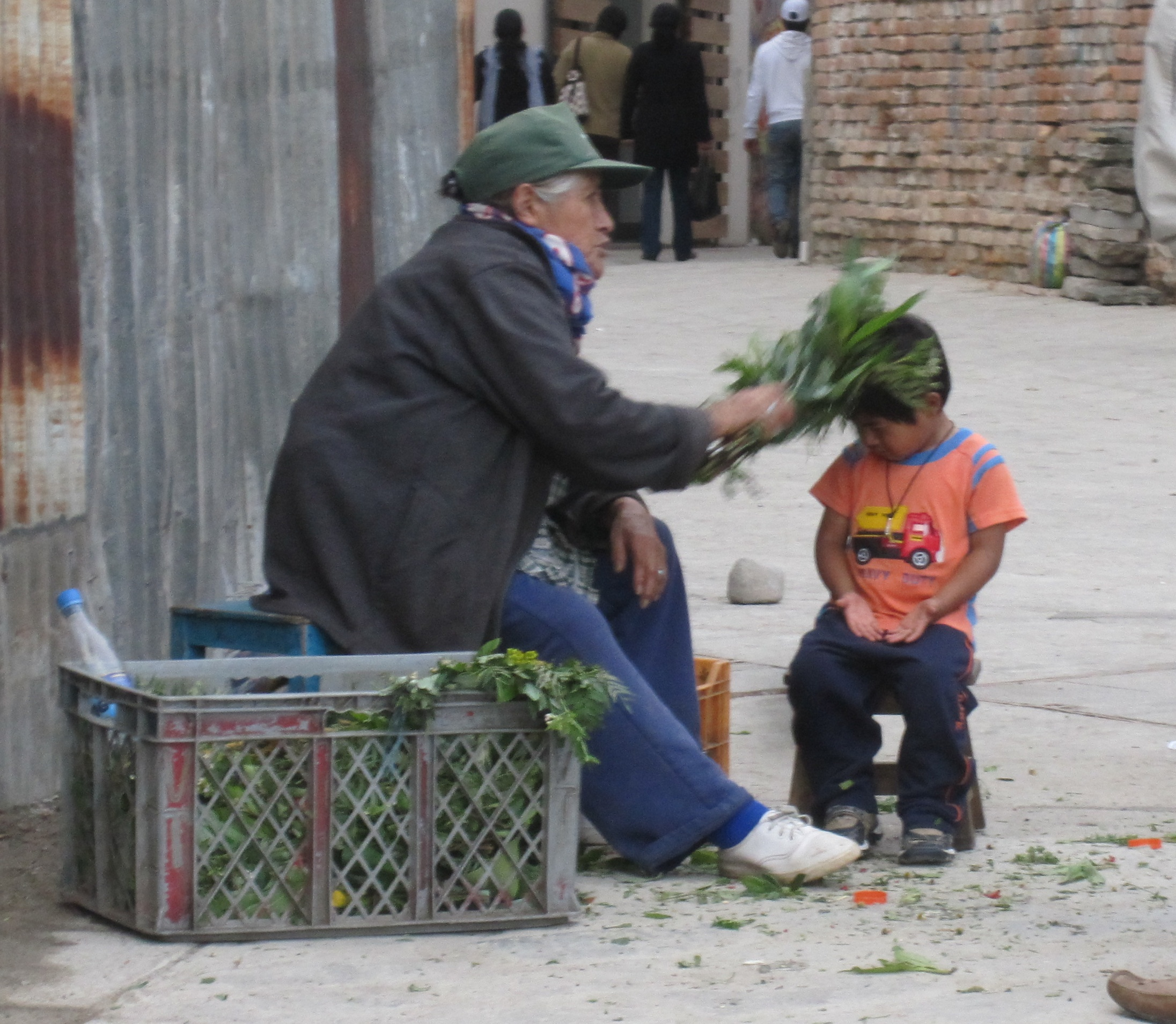
Une curandera à Cuenca, en Équateur, en 2009.

Un curandero (curandera au féminin) est un guérisseur en Amérique hispanique. Ils administrent des remèdes pour les maladies. Leurs pouvoirs sont considérés comme surnaturels dans la mesure où la croyance populaire dit qu’ils traitent directement avec des esprits malveillants à l’origine des maladies.
Les différents types de curanderos sont les « yerberos » qui utilisent principalement les herbes (ceux qui n’utilisent que le tabac sont appelés « tabaqueros », ceux qui utilisent l’ayahuasca sont des ayahuasqueros, le peyote, les peyoteros, etc.), les « oracionistas » qui pratiquent la prière, les « parteras » qui pratiquent les accouchements,,,,,,.